# Felipe Undurraga
Felipe Undurraga Tupper (Santiago, Chile; 10 de septiembre de 1984) es un jinete chileno de rodeo. Fue campeón nacional de Chile junto a Luis Huenchul en el Campeonato Nacional de Rodeo de 2024 al realizar 41 puntos, montando a las yeguas "Favela" y "Huasteca". Además de campeón nacional de rodeo, ha sido considerado mejor jinete de su asociación, representando al Criadero Doña Dominga.
Al finalizar la temporada de rodeos 2023-2024 Undurraga alcanzó el primer lugar en el cuadro de honor de los jinetes, siendo premiado por la Federación del Rodeo Chileno. En diciembre de 2024, junto a Huenchul, fueron premiados como los mejores deportistas del rodeo por el Círculo de Periodistas Deportivos de Chile (CPD), recibiendo el «Cóndor de Bronce», el que es otorgado por el CPD a los mejores deportistas de cada deporte.

## Campeonatos nacionales
| Año  | Collera       | Caballos              | Puntaje | Asociación |
| ---- | ------------- | --------------------- | ------- | ---------- |
| 2024 | Luis Huenchul | "Favela" y "Huasteca" | 41      | Colchagua  |

### Terceros campeonatos
- 2017: junto con Diego Pacheco, montando a "Rastrojero" y "Adjunto" con 36+12 puntos.